# Ñochaco
Ñochaco es una localidad rural situada al norte de la ciudad de Puerto Octay, Región de Los Lagos, Chile

## Situación
Se accede a través de la Ruta U-55-V que une Puerto Octay con Osorno, se encuentra cercana al estero Ñochaco y al río Chachan.
En esta localidad rural se hay una escuela rural a 38 kilómetros de Osorno.
Aquí se encuentra Aeródromo Ñochaco que está paralelo a la ruta U-55-V.